# پیش‌دارو

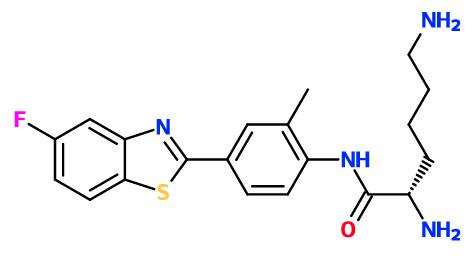
مولکول

پیش دارو یک دارو یا ترکیب غیرفعال دارویی است که پس از مصرف، متابولیزه می شود و به یک داروی فعال تبدیل میگردد. به جای تجویز مستقیم دارو، می توان از پیش دارو استفاده کرد زیرا قابلیت هدف مندسازی شان براساس تعیین نحوه جذب، گوارش، توزیع و دفع از طریق بدن را دارا هستند.همچنین پیش داروها قابلیت شخصی سازی دارند که بتوان براساس نیاز هر فرد آن را تغییر داد و بهینه سازی کرد. پیش دارو ها اثرات نامطلوب یا ناخواسته یک دارو را کاهش می دهند، به ویژه در درمان هایی مانند شیمی درمانی که می تواند عوارض جانبی شدید ناخواسته و نامطلوب داشته باشد.